# T. Nicolae Petrescu
T. Nicolae Petrescu, romunski general, * 1888, † 1946.